# 弗雷澤·布朗
弗雷澤·布朗（英語：Fraser Brown；1989年6月20日—）是一位蘇格蘭橄欖球運動員。他是蘇格蘭國家橄欖球隊的一員，代表蘇格蘭參加了2015年世界盃橄欖球賽。